# Guelmino Kálmán
Guelmino Kálmán (Zenta, 1888. november 21. – 1972. október 30.) festő. Neve olaszosan cseng, a család Torinóból származik. 1908-ban tanítói oklevelet szerzett a Kalocsai Római Katolikus Tanítóképző intézetben. Született tehetség volt, festett, szobrászkodott.
1914-ig tanítóskodott a zentai és Zenta környéki iskolákban, miközben szebbnél szebb festmények kerültek ki a keze alól. Témái a Zenta környéki tanyavilág, az emberek és a táj, történelmi események voltak. Pénzzé tette alkotásai egy részét, például a Rákóczi című nagyméretű festményét (1800x1540 mm) és 1914-től Budapesten folytatta tanulmányait. 1918-ban haza kellett térnie, katona, majd hadifogoly lett.
1921-ben családot alapított, neje Terézia is tehetséges festő volt. 1922 után nem alkotott. Kevés festmény maradt az utókorra, azok is főleg a korai korszakából. 1948-ig, nyugdíjaztatásáig képzőművészetet oktatott és iskolaigazgatóként működött Zentán.
Ismert művei:
- Rákóczi
- Ben Hur
- Tanyavég